# غابدينهو مهانغو
غابدينهو مهانغو(مواليد 27 سبتمبر 1992) هو لاعب كرة قدم مالاوي يلعب كمهاجم في نادي أورلاندو بيراتس.